# 69-й армейский корпус (вермахт)
69-й армейский корпус (нем. LXIX. Armeekorps), сформирован 20 января 1944 года из 69-го резервного корпуса.

## Боевой путь
В 1944 году — дислоцировался в Хорватии. Бои против партизан Тито.
В мае 1945 года — отступление в Австрию.

## Состав корпуса
В июне 1944:
- 1-я казачья кавалерийская дивизия
- 373-я пехотная дивизия

В сентябре 1944:
- 1-я казачья кавалерийская дивизия
- 1-й резервный егерский полк

В марте 1945:
- 1-й резервный егерский полк

## Командующие корпусом
- С 20 января 1944 — генерал пехоты Эрнст Денер
- С 1 апреля 1944 — генерал горных войск Юлиус Рингель
- С 24 июня 1944 — генерал пехоты Хельге Аулеб